# Arthdal Chronicles
Arthdal Chronicles (아스달 연대기) Arthdal Chronicles: The Sword of Aramun (아라문의 검-아스달 연대기)
Arthdal Chronicles (coréen : 아스달 연대기) est une série télévisée sud-coréenne scénarisée par Kim Young-hyun et Park Sang-yeon. Développée par Studio Dragon et KPJ, elle compte deux saisons : la première est diffusée en 2019 ; la seconde, Arthdal Chronicles: The Sword of Aramun (coréen : 아라문의 검-아스달 연대기), sort en 2023.

## Résumé
A l'âge du bronze, dans un pays mythique appelé Arth, se trouve l'ancienne cité d'Arthdal. Sur ses terres, les Hommes luttent pour leur survie, le pouvoir et l'amour.
Eun-seom, un jeune orphelin, cherche à percer le secret de ses origines. En grandissant, il va devenir le plus puissant ennemi de Ta-gon, chef redouté et adulé d'Arth...

## Distribution

### Personnages principaux
- Jang Dong-gun : Ta-gon
  - Jung Je-won / Moon Woo-jin : Ta-gon jeune
- Song Joong-ki (saison 1) / Lee Joon-gi (saison 2) : les jumeaux Eun-seom et Saya
  - Kim Ye-jun : Eun-seom jeune
- Kim Ji-won (saison 1) / Shin Se-kyung (saison 2) : Tan-ya
  - Heo Jung-eun : Tan-ya jeune
- Kim Ok-vin : Taealha
  - Kim Seo-yeon : Taealha jeune

### Personnages secondaires
- Kim Eui-sung : San-ung
- Lee Do-kyung : Asa Ron
- Jo Sung-ha : Hae Mi-hol
- Park Byung-eun : Dan-byeok
- Park Jin : Moong-tae
- Park Hae-joon : Moo-baek
- Go Na-hee : Do-ti
- Song Jae-ryong : Gum-bool
- Kim Choong-gil : Book-soe
- Lee Ho-cheol : Kitoha
- Yoon Sa-bong : Hae Tu-ak
- Go Bo-gyeol (saison 1) / Ha Seung-ri (saison 2) : Chae-eun
- Ahn Hye-won (saison 1) / Lee Si-woo (saison 2) : Nun-byeol

### Personnages récurrents et invités
- Choi Young-joon : Yeon-bal
- Hwang Hee : Mu-gwang
- Ki Do-hoon : Yang-cha
- Song Yoo-taek : Park Ryang-poong
- Lee Hwang-eui : Dae-dae
- Son Sook : Asa Sakan
- Seo Eun-ah : Asa Mot
- Chang Ryul : Asa Yon
- Park Ji-won : Asa Moo
- Choo Ja-hyun : Asa Hon, la mère d'Eun-seom et Saya
- Teo Yoo : Ragaz, le père d'Eun-seom et Saya
- Park Sung-yeon : Hae Yeo-bi
- Bae Ki-beom : Hae Heul-lip
- Ha-rim : le guérisseur d'Arthdal
- Jung Suk-yong : Yeol-son
- Kim Ho-jung : Cho-seol
- Shin Joo-hwan : Dal-sae
- Yang Kyung-won : Teo-dae
- Kim Bi-bi : Wooroomi, la mère de Do-ti
- Moon Jong-won : Raknrup
- Ok Go-won : Muteurubeu
- Song Jong-ho : Yiseuroobeu
- Nichkhun : Rottip
- Erika Karata : Karika
- Jo Byeong-kyu : Sateunik
- Shim Eun-woo : Tapien, la femme de Sateunik
- Kim Sung-cheol : Ipsaeng
- Tae Won-seok : Badoru
- Baek Seung-ik : Chanaraki
- Kim Do-Hyun : Syoreujakin
- Ryoo Sung-hyun : Koldu
- Park Hyung-soo : Gil-seon
- Kim Ji-soo : Saenarae, le premier amour de Saya (invitée)
- Suho : Arok (invité)

## Genèse
L'intrigue de Arthdal Chronicles se déroule durant l'âge du bronze. La trame s'inspire vaguement de l'histoire de Dangun, le fondateur du premier royaume coréen de Gojoseon. La capitale de Gojoseon, Asadal, a directement inspiré la cité mythique de la série.
La série est considérée comme la toute première production de fantasy historique du pays.
Dès sa diffusion, des rapprochements sont érigés avec Game of Thrones. Le scénariste Park Sang-yeon clarifie rapidement sa vision du projet : « Je n'envisagerais même pas de comparer notre série à [Game of Thrones] et notre objectif n'est pas de créer quelque chose de similaire… [...] [Je] ne pense pas que ce soit un parallèle approprié. [...] Nous avons voulu créer une grande série, en construisant notre propre monde fictif au moyen de notre imagination. J'espère que vous [la] verrez telle qu'elle est ». Cette affirmation est soutenue par John Serba sur Decider.com. Bien que peut réceptif à l'univers proposé, ce dernier souligne : « Arthdal se déroule à une époque plus primitive que [Game of Thrones] et semble avoir été conçue pour explorer différentes facettes de l'être humain et sa soif de pouvoir et de possession » ; il rappelle que le drama se démarque en outre de la production américaine par son absence de nudité et de scènes charnelles.

## Saison 1

### Tournage
La construction du plateau, situé à Osan, a duré huit mois. Le tournage débute le 5 décembre 2018. Le géoparc national de Hantangang, situé à Pocheon dans la province du Gyeonggi, accueillent certains passages clefs de la série.
Quelques scènes sont tournées à l'étranger, à Brunei, courant février 2019.
En juin 2019, la production est accusée d'avoir enfreint le droit du travail par des associations basées à Séoul, notamment le Hanbit Media Labor Rights Center et le Hope Solidarity Labor Union. Les membres de l'équipe auraient été soumis à un environnement professionnel « meurtrier » où ils travaillaient jusqu'à 150 heures par semaine. Ces associations dénoncent Studio Dragon auprès de l'Administration du travail et de l'emploi séoulienne. En septembre 2019, des normes sont annoncées par le studio afin d'améliorer l'environnement de travail de son personnel. Par ailleurs, Studio Dragon admet avoir filmé 113 heures durant la semaine où l'équipe s'est rendue à Brunei, afin de tirer le meilleur parti de son temps de tournage hors du territoire sud-coréen. Le studio dément toutefois les informations selon lesquelles un membre blessé du personnel aurait été ignoré et sommé de continuer à travailler.

### Épisodes et audiences
La première saison compte 18 épisodes, diffusés entre le 1er juin 2019 et 22 septembre 2019. Elle est diffusée sur tvN puis Netflix.
| Numéro | Titre                 | Date de diffusion originale | Audiences (Nielsen Korea) | Audiences (Nielsen Korea)         |
| Numéro | Titre                 | Date de diffusion originale | Audiences nationales      | Audiences dans la Région de Séoul |
| --- | --------------------- | --------------------------- | ------------------------- | --------------------------------- |
| 0 | Épisode spécial       | 26 mai 2019                 | 2.290%                    | 2.804%                            |
| Partie 1 : L'enfant de la prophétie |                       |                             |                           |                                   |
| 1 | Pas de titre          | 1er juin 2019               | 6.729%                    | 7.736%                            |
| 2 | Pas de titre          | 2 juin 2019                 | 7.310%                    | 8.222%                            |
| 3 | Pas de titre          | 8 juin 2019                 | 6.435%                    | 6.454%                            |
| 4 | Pas de titre          | 9 juin 2019                 | 7.705%                    | 8.952%                            |
| 5 | Pas de titre          | 15 juin 2019                | 5.787%                    | 5.955%                            |
| 6 | Pas de titre          | 16 juin 2019                | 7.226%                    | 7.757%                            |
| Partie 2 : Le ciel se retourne, la terre s'élève |                       |                             |                           |                                   |
| 7 | Pas de titre          | 22 juin 2019                | 5.792%                    | 6.199%                            |
| 8 | Pas de titre          | 23 juin 2019                | 6.496%                    | 7.110%                            |
| 9 | Pas de titre          | 29 juin 2019                | 5.767%                    | 6.408%                            |
| 10 | Pas de titre          | 30 juin 2019                | 6.775%                    | 7.461%                            |
| 11 | Pas de titre          | 6 juillet 2019              | 6.258%                    | 7.131%                            |
| 12 | Pas de titre          | 7 juillet 2019              | 6.771%                    | 7.325%                            |
| Partie 3 : Le prélude à toutes les légendes |                       |                             |                           |                                   |
| 13 | Pas de titre          | 7 septembre 2019            | 6.115%                    | 6.767%                            |
| 14 | Pas de titre          | 8 septembre 2019            | 7.200%                    | 8.068%                            |
| 15 | Pas de titre          | 14 septembre 2019           | 4.830%                    | 5.416%                            |
| 16 | Pas de titre          | 15 septembre 2019           | 6.924%                    | 7.440%                            |
| 17 | Pas de titre          | 21 septembre 2019           | 6.412%                    | 7.251%                            |
| 18 | Pas de titre          | 22 septembre 2019           | 7.373%                    | 7.581%                            |
| Moyenne des audiences | Moyenne des audiences | Moyenne des audiences       | 6.550%                    | 7.180%                            |

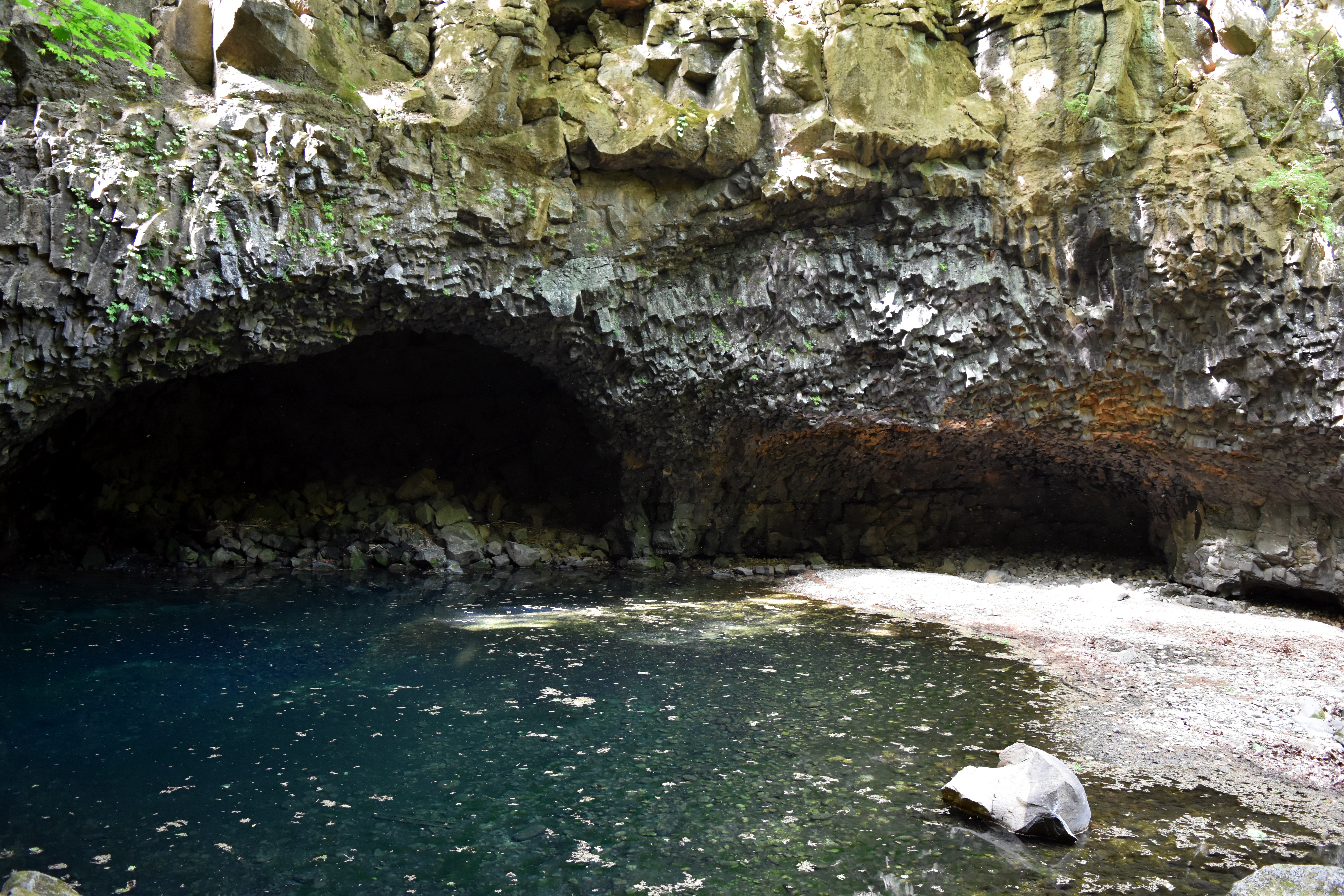
Le géoparc national de Hantangang, l'un des lieux de tournage de la saison 1.

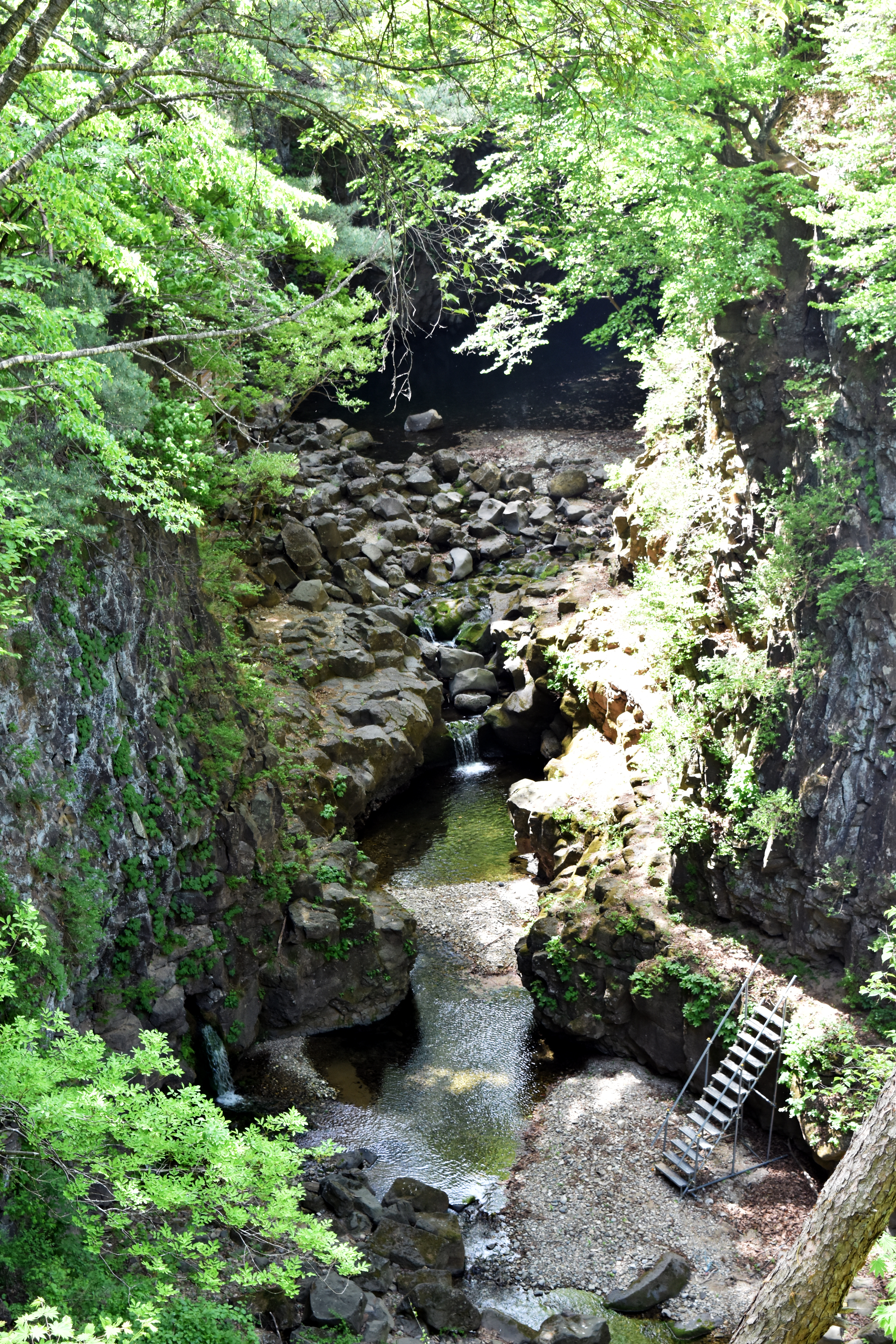
Le géoparc national de Hantangang est de nouveau l'un des sites naturels utilisés pour la saison 2.

| - Dans le tableau ci-dessus, les chiffres en bleu indiquent les audiences les plus basses et les chiffres en rouge représentent les audiences les plus hautes. - Cette série a été diffusée sur une chaîne câblée/payante qui a normalement une audience relativement plus petite par rapport à la télévision gratuite/chaîne publique (KBS, SBS, MBC et EBS) |                       |                             |                           |                                   |

## Saison 2:The Sword of Aramun

### Tournage
Le tournage commence le 23 août 2022, notamment sur l'île de Jeju, et s'achève le 2 mai 2023.

### Continuité et distribution
L'intrigue prend place 8 ans après le final de la saison 1. Song Joong-ki et Kim Ji-won cèdent ainsi leurs rôles à Lee Joon-gi et Shin Se-kyung, lesquels campent les versions adultes d'Eun-seom/Saya et Tan-ya. La guérisseuse Chae-eun, incarnée par Go Bo-gyeol en saison 1, est cette fois interprétée par Ha Seung-ri. Quant à Ahn Hye-won, elle quitte le personnage de Nun-byeol, la petite sœur de Chae-eun, au profit de l'actrice Lee Si-woo. En revanche, Jang Dong-gun (Ta-gon) et Kim Ok-vin (Taealha) sont de retour pour cette seconde saison.

### Épisodes et audiences
La seconde saison comporte 12 épisodes, diffusés entre le 9 septembre 2023 et le 22 octobre 2023. Elle est diffusée sur tvN puis Disney+.
| Numéro | Titre original        | Traduction française                       | Date de diffusion originale | Audiences (Nielsen Korea) | Audiences (Nielsen Korea)         |
| Numéro | Titre original        | Traduction française                       | Date de diffusion originale | Audiences nationales      | Audiences dans la Région de Séoul |
| --- | --------------------- | ------------------------------------------ | --------------------------- | ------------------------- | --------------------------------- |
| 1 | 약한 자들이여         | Les faibles                                | 9 septembre 2023            | 4.969% (1er)              | 5.363% (1er)                      |
| 2 | 배냇벗 전쟁           | La guerre des jumeaux                      | 10 septembre 2023           | 4,620% (1er)              | 4,676% (1er)                      |
| 3 | 와한의 연인           | L'amant de Wahan                           | 16 septembre 2023           | 5,004% (1er)              | 5,617% (1er)                      |
| 4 | 보라색 피             | Sang violet                                | 17 septembre 2023           | 4,957% (1er)              | 5,369% (1er)                      |
| 5 | 아라문의 검           | L'épée d'Aramun                            | 23 septembre 2023           | 3,456% (1er)              | 3,637% (1er)                      |
| 6 | 가짜 이나이신기       | Faux Inaishingi                            | 23 septembre 2023           | 2,198% (4e)               | 2,021% (3e)                       |
| 7 | 이코마히스            | Ikomahis                                   | 8 octobre 2023              | 3,520% (1er)              | 3,640% (2e)                       |
| 8 | 하늘 아래 최강의 생물 | La créature la plus puissante sous le ciel | 8 octobre 2023              | 3,025% (3e)               | 3,256% (3e)                       |
| 9 | 기억 하라, 내 얼굴을  | Souviens-toi de mon visage                 | 14 octobre 2023             | 3,172% (2e)               | 3,561% (2e)                       |
| 10 | 회오리불              | Tourbillon de feu                          | 15 octobre 2023             | 4,355% (2e)               | 4,544% (1er)                      |
| 11 | Heroines              | Héroïnes                                   | 21 octobre 2023             | 2,394% (1er)              | 2,520% (2e)                       |
| 12 | 아스달 연대기         | Chroniques d'Arthdal                       | 22 octobre 2023             | 4,604% (1er)              | 4,949% (1er)                      |
| Moyenne des audiences | Moyenne des audiences | Moyenne des audiences                      | Moyenne des audiences       | 3,861%                    | 4,096%                            |
| - Dans le tableau ci-dessus, les chiffres en bleu indiquent les audiences les plus basses et les chiffres en rouge représentent les audiences les plus hautes. - Cette série a été diffusée sur une chaîne câblée/payante qui a normalement une audience relativement plus petite par rapport à la télévision gratuite/chaîne publique (KBS, SBS, MBC et EBS) |                       |                                            |                             |                           |                                   |

## Accueil

### En Corée du Sud
La série reçoit des retours mitigés, voire négatifs, dans son pays d'origine.
Les fans de Game of Thrones s'indignent des similitudes partagées avec Arthdal Chronicles. Les critiques pointent les images de synthèse bancales, une intrigue stéréotypée, l'absence d'originalité et le rythme jugé trop lent,. Certains téléspectateurs se disent déconcertés par l'utilisation anachronique des armures et des armes.

#### Prix et nominations
| Année | Cérémonie                | Catégorie                          | Nommé(e)           | Résultat   | Ref.   |
| ----- | ------------------------ | ---------------------------------- | ------------------ | ---------- | ------ |
| 2018  | Korea First Brand Awards | Drama le plus attendu de 2019      | Arthdal Chronicles | Lauréat    | [ 26 ] |
| 2019  | 12e Korea Drama Awards   | Prix d'excellence pour une actrice | Kim Ji-won         | Nomination | [ 27 ] |
| 2019  | Asia Artist Awards       | Acteur de l'année (Daesang)        | Jang Dong-gun      | Lauréat    | [ 28 ] |

### Aux États-Unis
Joan MacDonald, collaboratrice de Forbes, est séduite : « Un travail de caméra époustouflant fait de Arthdal Chronicles un plaisir visuel, capturant des panoramas grandioses qui placent de jeunes humains dans le contexte d'un vaste monde à explorer, et peut-être à conquérir ».
En 2019, selon le rapport de la Korea Creative Content Agency, la série figure parmi les dramas coréens les plus appréciés des téléspectateurs américains. Il est 6e du top, derrière Mr. Sunshine, A Korean Odyssey, Her Private Life, Hotel del Luna et What's Wrong With Secretary Kim.
Arthdal Chronicles obtient une note de 8,2/10 sur IMDb.

### En France
Le drama est bien reçu dans les pays francophones, du côté des spécialistes comme des spectateurs.
Dans son Guide des K-dramas : 150 recommandations de dramas asiatiques, la vidéaste Sam ne cache pas son enthousiasme : « Avec sa multitude de personnages, ses intrigues politiques et ses luttes sanglantes pour le pouvoir, Arthdal Chronicles nous emporte dans une épopée où tous les coups sont permis au nom de l'avidité. Histoires d'amour, d'amitié, de haine et de trahisons, le spectateur affronte les côtés les plus sombres de l'humanité à travers cette critique détournée de nos sociétés ».
Dans son livre 101 k-dramas à voir absolument, la créatrice de contenus Kelly encense son ambition narrative et esthétique : « Les enjeux politiques et les luttes de pouvoir sont habilement entrelacés avec des éléments de romance et de fantastique. [...] Les décors et les armures [sont époustouflants]. [...] Les arcs narratifs se complexifient et les relations entre les protagonistes évoluent de manière imprévisible. La réalisation est à la hauteur des attentes avec des scènes d'action chorégraphiées de manière impressionnante et des décors qui nous transportent dans un autre monde ». Si elle salue son originalité et sa distribution, elle signale néanmoins que le changement de casting en saison 2, la complexité des complots et l'américanisation de la série peuvent déplaire à certains.
Le site spécialisé Nautiljon recense une moyenne de 9/10 pour la saison 1 et de 8,5/10 pour la saison 2 ; Allociné affiche une note de 4,2/5 et SensCritique de 7,4/10.